# Risø DTU

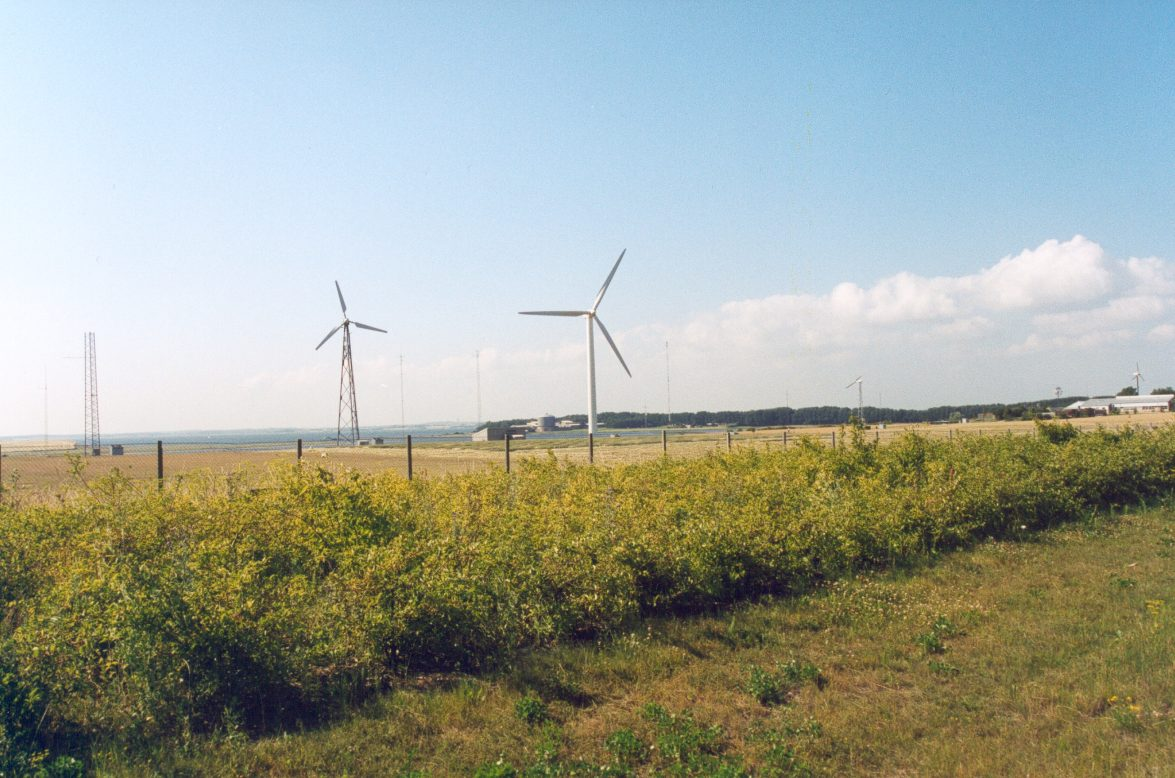
Risø-Forschungsanlagen: Im Vordergrund Windkraftanlagen, im Hintergrund die Gebäude der Forschungskernreaktoren

Risø DTU (vollständige Bezeichnung: dänisch Risø Danmarks Tekniske Universitet Nationallaboratoriet for bæredygtig energi, deutsch Risø Dänemarks Technische Universität Nationales Laboratorium für Erneuerbare Energie) ist ein  Forschungszentrum am Nordrand der dänischen Stadt Roskilde.
Benannt ist das Zentrum nach der kleinen Halbinsel Risø, auf der das Zentrum seinen Sitz hat, und seinem Träger, Dänemarks Technischer Universität, abgekürzt DTU. Den Schwerpunkt der Forschung bildete bis Mitte der 1980er-Jahre die Kernenergietechnik, heute die Erneuerbaren Energieformen. Das Laboratorium beschäftigt etwa 700 Forscher und Angestellte (Stand 2007).

## Geschichte und Forschungsschwerpunkte

### Kernphysik und -energietechnik
Das Zentrum entstand Mitte der 1950er-Jahre (offiziell 1958) als Kernforschungsanlage der dänischen Atomenergiekommission unter dem Namen  Atomenergiekommissions-Forschungsanlage Risø (dänisch  Atomenergikommisionens Forsøgsanlæg Risø). Maßgeblichen Einfluss auf die Gründung hatte Niels Bohr, der damals Leiter der Atomenergiekommission war.
Im Zentrum der Aktivitäten des Zentrums stand in den ersten drei Jahrzehnten die Erforschung der friedlichen Nutzung der Kernenergie. Aus dieser Zeit stammen drei Forschungsreaktoren auf dem Gelände, die aber heute nicht mehr genutzt werden und sich im Rückbau befinden:
| Bezeichnung | Reaktortyp        | Thermische Leistung | Betriebsjahre | Rückbau   |
| ----------- | ----------------- | ------------------- | ------------- | --------- |
| DR1         | Homogener Reaktor | 2 kW                | 1957–2001     | 2003–2006 |
| DR2         | Schwimmbadreaktor | 5 MW                | 1958–1975     | seit 2003 |
| DR3         | DIDO              | 10 MW               | 1960–2000     | seit 2003 |

### Erneuerbare Energien
Ausgelöst durch die Ölkrise Mitte der 1970er-Jahre gab es in der dänischen Öffentlichkeit eine kontroverse Diskussion um die Nutzung der Kernenergie. Im Jahr 1985 (bis zu diesem Zeitpunkt war in Dänemark noch kein kommerzieller Reaktor in Betrieb) verabschiedete das dänische Parlament ein Gesetz gegen den Bau von Kernkraftwerken. Stattdessen entschied man sich, verstärkt auf Erneuerbare Energien und hier wiederum besonders auf die Windkraft zu setzen.
Entsprechend dem Richtungswechsel in der dänischen Energiepolitik wurden auch die Forschungsaktivitäten auf dem Gebiet der Kernforschung deutlich zurückgefahren und die Aufgaben des Forschungszentrums angepasst. Es änderte seinen Namen in Forschungszentrum Risø (dänisch Forskningscenter Risø) und verbreiterte seine Aktivitäten auf nicht-nukleare Forschung mit Schwerpunkt auf den Erneuerbaren Energien, insbesondere Windenergie aber auch Brennstoffzellen sowie sonstige anwendungsnahe Forschung auf dem Gebiet der Biotechnologie, Werkstofftechnik, Strahlen- und Plasmaphysik.
Im Jahr 2007 fusionierte das Forschungszentrum Risø mit verschiedenen anderen dänischen Forschungseinrichtungen und wurde Dänemarks Technischer Universität (DTU) als Institut angegliedert. Im Zuge dieser Umorganisation wurde der Name in Risø DTU geändert.